# Chanszala
Chanszala (fr. Khenchela, tamazight Khenchelth, arab. خنشلة, starożytna Mascula) – miasto w Algierii, stolica prowincji (wilajetu) Chanszala. Miasto leży w północno-wschodniej części kraju, w górzystym rejonie Dżabal al-Auras, na wysokości ok. 1200 m n.p.m. Jest ono zamieszkiwane głównie przez Berberów (Chaoui).
Liczba mieszkańców:
- według spisu (czerwiec 1998): 106 082 osoby
- według danych szacunkowych (2005): 138 754 osoby